# Ferreiraella tsuchidai
Ferreiraella tsuchidai is een keverslakkensoort uit de familie van de Abyssochitonidae. De wetenschappelijke naam van de soort is voor het eerst geldig gepubliceerd in 2006 door Saito.